# Баранець звичайний (Скрипунові)
Баранець звичайний (Arhopalus rusticus (Linnaeus, 1758)  — вид жуків з родини Скрипунових.

## Поширення
Баранець звичайний – транспалеарктичний вид палеарктичного комплексу. Ареал охоплює практично всю територію північної Євразії. Інтродукований у Північній і Південній Америках, Австралії, Новій Зеландії. 
В Україні природно розповсюджений у соснових лісах Полісся, однак поширився фактично по усій території у зв'язку із впровадженням плантацій сосни .

## Морфологія

### Імаго
Довжина тіла імаго становить 10-27 мм. Голова коротка. Очі великі, грубо фасетовані, виїмчасті. Вусики далеко заходять за середину надкрил або трохи коротші. Передньоспинка поперечна, без горбиків з боків, з виїмочками на диску. Надкрила сильно витягнуті паралельні, одноколірно-бурі, іноді коричневі. Ноги помірно довгі. Верх тіла в дуже дрібній поцяткованості.

### Личинка
Лоб личинки несе до 20 епістомальних щетинок. Вусики 3-членкові. Вічок немає. Ґулярна смужка світла, доходить до переднього краю голови, її краї припідняті. 3-й членик максилярних щупалець наполовину коротший 2-го. Основа пронотуму з полем мікрошипів. Мозолі черевця покриті мікрошипами. Дорзальні мозолі мають по 4 поздовжні боріздки, вентральні – по 2-і поздовжні й по 1-й слабопомітній поперечній. Терґіт 9-го сегменту несе по парі маленьких, розставлених урогомф. Довжина – 33-38 мм ширина – 8 мм. У лялечки вершина черевця з 2 шилоподібними урогомфальними виростами, загнутими всередину.

## Життєвий цикл
Життєвий цикл триває 2 роки.

## Екологія
Дорослі комахи не живляться – розвинена афагія. Активні ввечері і в першій половині ночі. Заселяють прикореневі частини стовбурів хвойних дерев або коріння, яке виступає із землі.